# Bouchamps-lès-Craon
Bouchamps-lès-Craon là một xã thuộc tỉnh Mayenne trong vùng Pays de la Loire tây bắc nước Pháp. Xã này nằm ở khu vực có độ cao trung bình 106 mét trên mực nước biển.
Sông Oudon tạo thành phần lớn ranh giới phía đông thị trấn.